# جوش ماغينيس
جوش ماغينيس، من مواليد 15 أغسطس 1990 ببانغور، كاونتي داون الواقعة بإيرلندا الشمالية، لاعب كرة قدم إيرلندي شمالي، يلعب حاليا في نادي كليمارنوك.
|فرق كرة القدم الوطنية= 38483

## روابط خارجية
- جوش ماغينيس على موقع الاتحاد الدولي (مؤرشف)  (الإنجليزية)
- جوش ماغينيس على موقع الاتحاد الأوربي (الإنجليزية)
- جوش ماغينيس على موقع قاعدة بيانات كرة القدم.إي يو (الإنجليزية)
- جوش ماغينيس على موقع ناشيونال فوتبول تيمز (الإنجليزية)
- جوش ماغينيس على موقع Soccerbase.com (لاعب) (الإنجليزية)
- جوش ماغينيس على موقع Soccerway.com (الإنجليزية)
- جوش ماغينيس على موقع عالم كرة القدم.نت (الإنجليزية)
- جوش ماغينيس على موقع AS.com (الإسبانية)